# Багва (град)
Багва (шп. Bagua) је град у џунгли на северу Перуа. Представља административни центар истоимене провинције региона Амазонас. Део је дистрикта Ла Пека. Налази се на око 162km од Чачапојаса, главног града регије. 
Тепмература у Багви се креће од 18. до 43. подељка Целзијусове скале, Просечне годишње падавине су између 600 и 800mm и углавном се јављају у првој половини године. Падавине су некада пропраћне снажним ветровима који оштећују кровове кућа и електричне доводе.